# Список зупинок громадського транспорту м. Тернополя
Перелік зупинок міського громадського транспорту Тернополя:
| №  | Вулиця / проспект / бульвар                | Назва зупинки громадського транспорту | Назва зупинки громадського транспорту                           | № Автобусних маршрутів, що курсують                                               | № Тролейбусних маршрутів, що курсують | Примітки та попередні назви зупинок |
| №  | Вулиця / проспект / бульвар                | № з/п                                 | Назва зупинки                                                   | № Автобусних маршрутів, що курсують                                               | № Тролейбусних маршрутів, що курсують | Примітки та попередні назви зупинок |
| -- | ------------------------------------------ | ------------------------------------- | --------------------------------------------------------------- | --------------------------------------------------------------------------------- | ------------------------------------- | --- |
| 1  | Сергія Короля (колишня вулиця Бережанська) | 1                                     | «Магазин «Карпати»                                              | 31, 40, 50                                                                        | 2, 6                                  | «Дендропарк» (до центру) |
| 1  | Сергія Короля (колишня вулиця Бережанська) | 2                                     | «Парк «Здоров'я»                                                | 27, 40                                                                            | 2                                     | «Дендропарк» (від центру) |
| 1  | Сергія Короля (колишня вулиця Бережанська) | 3                                     | «Вул. Сергія Короля» (від центру)                               | 11, 27, 33, 40, 42, 50                                                            | 2, 6                                  | «Вул. Бережанська» (від центру) |
| 1  | Сергія Короля (колишня вулиця Бережанська) | 4                                     | «Вул. Сергія Короля» (до центру)                                | 11, 19, 27, 29, 31, 33, 40, 42, 50                                                | 2, 6                                  | «Вул. Бережанська» (до центру) |
| 1  | Сергія Короля (колишня вулиця Бережанська) | 5                                     | «Міська лікарня №3»                                             |                                                                                   | 6                                     | «на вимогу» |
| 1  | Сергія Короля (колишня вулиця Бережанська) | 6                                     | «Західноукраїнський Національний Університет»                   | 11, 19, 27, 29, 31, 33, 40, 42, 50                                                | 2, 6                                  | «Економічний університет» |
| 1  | Сергія Короля (колишня вулиця Бережанська) | 7                                     | «Сервісний центр» (від центру)                                  | 11, 27, 40                                                                        |                                       | Має статус "на вимогу". Одна машина з маршруту №11 здійснює рейси з 11:00 по 16:00 у вихідні та дві машини з маршруту №27 здійснюють рейси з 9:50 по 17:30 у вихідні. |
| 1  | Сергія Короля (колишня вулиця Бережанська) | 8                                     | «Сервісний центр» (до центру)                                   | 11, 27, 40                                                                        |                                       | Має статус "на вимогу". Одна машина з маршруту №11 здійснює рейси з 11:00 по 16:00 у вихідні та дві машини з маршруту №27 здійснюють рейси з 9:50 по 17:30 у вихідні. |
| 2  | Петра Батьківського                        | 9                                     | «Вул. Петра Батьківського» (до центру)                          | 23                                                                                |                                       | «Вул. Бригадна» (до центру) |
| 2  | Петра Батьківського                        | 10                                    | «Вул. Петра Батьківського» (від центру)                         | 23                                                                                |                                       | «Вул. Бригадна» (від центру) |
| 2  | Петра Батьківського                        | 11                                    | «Новобудови» (на вул. Петра Батьківського до центру)            | 23                                                                                |                                       | |
| 2  | Петра Батьківського                        | 12                                    | «Новобудови» (на вул. Петра Батьківського від центру)           | 23                                                                                |                                       | |
| 2  | Петра Батьківського                        | 13                                    | «Вул. Проектна» (на вул. Петра Батьківського до центру)         | 23                                                                                |                                       | |
| 2  | Петра Батьківського                        | 14                                    | «Вул. Проектна» (на вул. Петра Батьківського від центру)        | 23                                                                                |                                       | |
| 3  | Броварна                                   | 15                                    | «Вул. Броварна» (від центру)                                    | 26А, 49                                                                           |                                       | |
| 3  | Броварна                                   | 16                                    | «Вул. Броварна» (до центру)                                     | 26А                                                                               |                                       | |
| 4  | Бродівська                                 | 17                                    | «Вул. Бродівська» (до центру)                                   | 26, 26А, 28                                                                       | 7                                     | |
| 4  | Бродівська                                 | 18                                    | «Вул. Бродівська» (від центру)                                  | 21, 24, 26, 26А, 28                                                               | 7                                     | |
| 4  | Бродівська                                 | 19                                    | «АРС – кераміка» (на вул. Бродівській)                          | 28                                                                                | 7                                     | «Вул. Поліська» (до центру) |
| 4  | Бродівська                                 | 20                                    | «Вул. Поліська» (на вул. Бродівській від центру)                | 21, 28                                                                            | 7                                     | |
| 4  | Бродівська                                 | 21                                    | «Церква святого Іллі»                                           | 28                                                                                |                                       | «Вул. Д. Лук’яновича» (на вул. Бродівській від центру) |
| 4  | Бродівська                                 | 22                                    | «Столярна фабрика»                                              | 28                                                                                |                                       | «Вул. Д. Лук’яновича» (на вул. Бродівській до центру) |
| 4  | Бродівська                                 | 23                                    | «Автобаза» (від центру)                                         | 28                                                                                |                                       | |
| 4  | Бродівська                                 | 24                                    | «Автобаза» (до центру)                                          | 28                                                                                |                                       | |
| 4  | Бродівська                                 | 25                                    | «Ремонтно-механічний завод» (від центру)                        | 28                                                                                |                                       | «Мехзавод» (від центру) |
| 4  | Бродівська                                 | 26                                    | «Ремонтно-механічний завод» (до центру)                         | 28                                                                                |                                       | «Мехзавод» (до центру) |
| 5  | Степана Будного                            | 27                                    | «Обласна психоневрологічна лікарня»                             | 11, 27, (33)                                                                      |                                       | Сезонний автобусний маршрут №33 заїжджає в сторону зупинки, прямуючи від центру.                                                                                      |
| 5  | Степана Будного                            | 28                                    | «Хлібзавод»                                                     | 19, 29, 31                                                                        |                                       | «Другий хлібозавод» |
| 6  | Вербицького                                | 29                                    | «Вул. М. Вербицького»                                           | 29                                                                                |                                       | |
| 7  | Весела                                     | 30                                    | «Вул. Весела»                                                   | 21, 42                                                                            |                                       | «Управління соціального захисту» |
| 8  | Володимира Винниченка                      | 31                                    | «Педагогічний Університет»                                      | 1, 12, 16, 19, 29, 35, 42                                                         |                                       | |
| 8  | Володимира Винниченка                      | 32                                    | «Вул. В. Винниченка» (до центру)                                |                                                                                   |                                       | З 14 грудня 2019 року автобусний маршрут №31 перестав курсувати до цієї зупинки. Зупинку знесено 3 серпня 2021 року.                                                  |
| 8  | Володимира Винниченка                      | 33                                    | «Вул. В. Винниченка» (від центру)                               | 1, 12, 16, 19, 29, 35, 42                                                         |                                       | |
| 9  | Володимира Великого                        | 34                                    | «Вул. В. Великого»                                              | 18, 19, 22, 22А, 35                                                               | 8                                     | |
| 10 | Генерала Мирона Тарнавського               | 35                                    | «11-та школа» (до центру)                                       | 13, 19, 22, 22А, 27, 39                                                           | 6, 8, 10                              | |
| 10 | Генерала Мирона Тарнавського               | 36                                    | «11-та школа» (від центру)                                      | 14, 16, 19, 20, 20А, 22, 22А, 27, 38, 39                                          | 5, 6, 8, 9                            | |
| 10 | Генерала Мирона Тарнавського               | 37                                    | «Вул. Б. Лепкого» (від центру)                                  | 14, 16, 19, 20, 20А, 22, 22А, 27, 38, 39                                          | 5, 6, 8, 9                            | |
| 10 | Генерала Мирона Тарнавського               | 38                                    | «Гірськолижний комплекс Савич парк»                             | 13, 19, 22, 22А, 27, 39                                                           | 6, 8, 10                              | «Савич парк»; «Вул Б. Лепкого» (до центру) |
| 10 | Генерала Мирона Тарнавського               | 39                                    | «Торговий комплекс «Площа Ринок»                                | 14, 18, 19, 22, 22А, 27, 35                                                       | 8                                     | «Ринок «Аляска»; «Вул В. Великого» (від центру) |
| 11 | Гетьмана Івана Мазепи                      | 40                                    | «Вул. Гетьмана І. Мазепи» (від центру)                          | 1, 11, 12, 15, 16, 19, 25, 27, 29, 30, 33, 35, 40, 42, 49, 50                     | 2, 5, 6                               | |
| 11 | Гетьмана Івана Мазепи                      | 41                                    | «Вул. Гетьмана І. Мазепи» (до центру)                           | 11, 15, 17, 19, 23, 25, 27, 29, 31, 32, 33, 40, 50                                | 2, 6                                  | |
| 11 | Гетьмана Івана Мазепи                      | 42                                    | «Готель «Галичина»                                              | 1, 11, 12, 15, 16, 17, 19, 23, 25, 27, 29, 30, 33, 35, 40, 42, 49, 50             | 2, 5, 6                               | |
| 12 | Глибока                                    | 43                                    | «Вул. Глибока»                                                  | 12                                                                                |                                       | |
| 13 | Вояків дивізії «Галичина»                  | 44                                    | «Вул. Вояків Дивізії Галичина»                                  |                                                                                   |                                       | З 24 лютого 2022 року єдиний автобусний маршрут, що курсував через цю зупинку, припинив свою роботу (№2). Попередня назва: «Залізничний вокзал».                      |
| 14 | Дівоча                                     | 45                                    | «Вул. Дівоча»                                                   | 12                                                                                |                                       | |
| 15 | Олександра Довженка                        | 46                                    | «Вул. О. Довженка»                                              | 11                                                                                | 4, 6                                  | «Вул. О. Довженка (кінцева)» |
| 15 | Олександра Довженка                        | 47                                    | «Вул. Клима Савури» (на вул. Довженка)                          | 11                                                                                | 4, 6                                  | |
| 15 | Олександра Довженка                        | 48                                    | «Тернопільавто»                                                 | 11                                                                                | 4, 6                                  | «Вул. Довженка (СТО)» |
| 16 | Дружби                                     | 49                                    | «Вул. Дружби» (до центру)                                       | 1, 12, 16, 30, 35, 42, 49                                                         | 5                                     | |
| 16 | Дружби                                     | 50                                    | «Вул. Дружби» (від центру)                                      | 31                                                                                |                                       | |
| 17 | Торговиця (колишня вулиця Живова)          | 51                                    | «Торгово-офісний комплекс «Збруч»                               | 12, 29, 33, 50                                                                    |                                       | «Видавництво «Збруч» |
| 17 | Торговиця (колишня вулиця Живова)          | 52                                    | «Центральний ринок»                                             | 12, 13, 14, 17, 20, 20А, 22, 22А, 23, 26, 26А, 29, 31, 36, 37, 39, 49, 50         | 4, 7, 8, 9                            | Рейси за маршрутом №13 здійснюються до 17:00. Рейси за маршрутом №17 здійснюються до 18:00.                                                                           |
| 17 | Торговиця (колишня вулиця Живова)          | 53                                    | «Автовокзал»                                                    | 12, 13, 14, 17, 20, 20А, 22, 22А, 23, 26, 26А, 29, 36, 37, 39, 49                 | 4, 7, 8, 9                            | Рейси за маршрутом №13 здійснюються до 17:00. Рейси за маршрутом №17 здійснюються до 18:00.                                                                           |
| 17 | Торговиця (колишня вулиця Живова)          | 54                                    | «Вул. С. Стадникової» (на вул. Торговиця від центру)            | 31, 50                                                                            | 4, 7, 8, 9                            | |
| 17 | Торговиця (колишня вулиця Живова)          | 55                                    | «Вул. С. Стадникової» (на вул. Торговиця до центру)             |                                                                                   |                                       | Не використовується. |
| 17 | Торговиця (колишня вулиця Живова)          | 56                                    | «Торговий центр «Орнава»                                        | 12, 29, 49, 50                                                                    |                                       | «ТК «Орнава» |
| 18 | За Рудкою                                  | 57                                    | «Вул. За Рудкою» (до центру)                                    | 6А                                                                                |                                       | |
| 18 | За Рудкою                                  | 58                                    | «Вул. За Рудкою» (від центру)                                   | 6А                                                                                |                                       | |
| 18 | За Рудкою                                  | 58                                    | «Вул. За Рудкою» (від центру)                                   | 49                                                                                |                                       | |
| 19 | Замкова                                    | 59                                    | «Готель «Тернопіль»                                             | 13, 19, 36, 39, 42, 49                                                            | 10                                    | |
| 20 | Збаразька                                  | 60                                    | «Вул. Збаразька» (від центру)                                   | 14, 15, 16, 19, 20, 20А, 22, 22А, 24, 27, 30, 35, 36, 38, 39                      | 5, 6, 8, 9                            | |
| 20 | Збаразька                                  | 61                                    | «Вул. Збаразька» (до центру)                                    | 13, 16, 19, 20, 20А, 22, 22А, 25, 27, 30, 35, 36, 39                              | 6, 8, 9, 10                           | |
| 20 | Збаразька                                  | 62                                    | «Вул. Шота Руставелі» (на вул. Збаразькій до центру)            | 13, 16, 19, 20, 20А, 22, 22А, 25, 27, 30, 35, 36, 39                              | 6, 8, 9, 10                           | |
| 20 | Збаразька                                  | 63                                    | «Вул. Шота Руставелі» (на вул. Збаразькій від центру)           | 14, 15, 16, 19, 20, 20А, 22, 22А, 24, 27, 30, 35, 36, 38, 39                      | 5, 6, 8, 9                            | |
| 21 | Злуки                                      | 64                                    | «Магазин «Текстильник»                                          | 13, 16, 19, 20, 20А, 22, 22А, 25, 27, 30, 36, 39                                  | 6, 7, 8, 9, 10                        | |
| 21 | Злуки                                      | 65                                    | «Тернопільобленерго»                                            | 14, 15, 16, 19, 20, 20А, 22, 22А, 27, 30, 35, 36, 38, 39                          | 5, 6, 7, 8, 9                         | «Тернопільобленерго» (від центру) |
| 21 | Злуки                                      | 66                                    | «Магазин «Універсам» (до центру)                                | 13, 16, 19, 20, 20А, 22, 22А, 25, 27, 30, 36, 39                                  | 6, 7, 8, 9, 10                        | |
| 21 | Злуки                                      | 67                                    | «Магазин «Універсам» (від центру)                               | 14, 15, 16, 19, 20, 20А, 22, 22А, 27, 30, 35, 36, 38, 39                          | 5, 6, 7, 8, 9                         | |
| 21 | Злуки                                      | 68                                    | «Проспект Злуки»                                                | 16, 20, 20А, 25, 30, 36                                                           | 7, 9                                  | |
| 21 | Злуки                                      | 69                                    | «Духовний центр»                                                | 15, 35, 30, 36                                                                    | 7                                     | |
| 21 | Злуки                                      | 70                                    | «Вул. Патріарха Любомира Гузара»                                | 16, 20, 20А, 25, 30, 36                                                           | 7, 9                                  | «Вул. Чалдаєва»; «Вул. Чалдаєва» (до центру) |
| 21 | Злуки                                      | 71                                    | «Церква Івана Богослова»                                        | 15, 30, 35, 36                                                                    | 7                                     | «Вул. Чалдаєва» (від центру) |
| 21 | Злуки                                      | 72                                    | «Центр дозвілля ім. О.Довженка»                                 | 16, 20, 20А, 25, 30, 36                                                           | 7, 9                                  | «Новий ринок» (до центру) |
| 21 | Злуки                                      | 73                                    | «Парк Національного Відродження»                                | 15, 30, 35, 36                                                                    | 7                                     | «Новий ринок» (від центру) |
| 22 | Золотогірська                              | 74                                    | «Вул. Золотогірська» (від центру)                               | 15, 25                                                                            |                                       | |
| 22 | Золотогірська                              | 75                                    | «Вул. Золотогірська» (до центру)                                | 15, 25                                                                            |                                       | |
| 22 | Золотогірська                              | 76                                    | «Вул. Золотогірська (кінцева)»                                  | 15, 25                                                                            |                                       | |
| 23 | Миколи Карпенка                            | 77                                    | «Вул. М. Карпенка» (до центру)                                  | 1, 12, 16, 35, 42                                                                 |                                       | |
| 23 | Миколи Карпенка                            | 78                                    | «Вул. М. Карпенка» (від центру)                                 | 31                                                                                |                                       | |
| 24 | Київська                                   | 79                                    | «Вул. Київська» (до центру)                                     | 18, 27, 35                                                                        | 6, 10                                 | |
| 24 | Київська                                   | 80                                    | «Вул. Київська» (від центру)                                    | 16, 18, 20, 20А, 21, 24, 38                                                       | 5, 6, 9                               | |
| 24 | Київська                                   | 81                                    | «Вул. 15 Квітня» (на вул. Київській до центру)                  | 18, 27, 35                                                                        | 6, 10                                 | |
| 24 | Київська                                   | 82                                    | «Вул. 15 Квітня» (на вул. Київській від центру)                 | 16, 18, 20, 20А, 21, 24, 38                                                       | 5, 6, 9                               | |
| 24 | Київська                                   | 83                                    | «Технічний коледж» (на вул. Київській)                          | 38, 39                                                                            |                                       | |
| 24 | Київська                                   | 84                                    | «Церква Різдва Пресвятої Богородиці»                            | 38, 39                                                                            |                                       | |
| 25 | Князя Василя Острозького                   | 85                                    | «Міська поліклініка №1»                                         | 18, 26А, 28, 31                                                                   |                                       | |
| 25 | Князя Василя Острозького                   | 86                                    | «Філармонія»                                                    | 13, 15, 16, 19, 27, 29, 30, 35                                                    | 5, 6                                  | Рейси з маршруту №13 виконуються лише після 17:00. |
| 25 | Князя Василя Острозького                   | 87                                    | «13-та школа» (від центру)                                      | 18, 28, 29                                                                        |                                       | «АТП 16154» (від центру) |
| 25 | Князя Василя Острозького                   | 88                                    | «13-та школа» (до центру)                                       | 13, 14, 17, 18, 20, 20А, 22, 22А, 23, 26, 26А, 28, 29, 31, 36, 37, 39, 49         | 4, 7, 8, 9                            | «АТП 16154» (до центру). Рейси за маршрутом №13 здійснюються до 17:00. Рейси за маршрутом №17 здійснюються до 18:00.                                                  |
| 25 | Князя Василя Острозького                   | 89                                    | «Вул. Князя Острозького»                                        | 13, 14, 17, 18, 20, 20А, 22, 22А, 23, 26, 26А, 28, 29, 31, 36, 37, 39, 49         | 4, 7, 8, 9                            | Рейси за маршрутом №13 здійснюються до 17:00. Рейси за маршрутом №17 здійснюються до 18:00.                                                                           |
| 25 | Князя Василя Острозького                   | 90                                    | «Вул. Шпитальна» (на вул. Острозького)                          | 18, 22А, 23, 26, 26А, 28, 37, 49                                                  | 4, 7                                  | Має статус "на вимогу" для маршрутів, що курсують через зупинку «13-та школа (до центру)».                                                                            |
| 25 | Князя Василя Острозького                   | 91                                    | «Вул. Й. Перля» (на вул. Острозького)                           | 18, 29                                                                            |                                       | |
| 26 | Сергія Корольова                           | 92                                    | «Вул. Академіка Корольова» (до центру)                          | 21, 36                                                                            | 9                                     | |
| 26 | Сергія Корольова                           | 93                                    | «Вул. Академіка Корольова» (від центру)                         | 35                                                                                |                                       | |
| 26 | Сергія Корольова                           | 94                                    | «Пологовий будинок» (до центру)                                 | 12, 30                                                                            |                                       | «Вул. Корольова» (до центру) |
| 26 | Сергія Корольова                           | 95                                    | «Пологовий будинок» (від центру)                                | 21                                                                                | 9                                     | «Вул. Корольова» (від центру) |
| 27 | Євгена Коновальця                          | 96                                    | «Вул. Є. Коновальця»                                            | 36                                                                                |                                       | |
| 28 | Івана Котляревського                       | 97                                    | «Вул. І. Котляревського» (до центру)                            | 26А                                                                               |                                       | |
| 28 | Івана Котляревського                       | 98                                    | «Вул. І. Котляревського» (від центру)                           | 26А                                                                               |                                       | |
| 29 | Максима Кривоноса                          | 99                                    | «Вул. М. Кривоноса» (від центру)                                | 1, 12, 16, 19, 29, 30, 35, 42, 49                                                 | 5                                     | |
| 29 | Максима Кривоноса                          | 100                                   | «Вул. М. Кривоноса» (до центру)                                 |                                                                                   |                                       | З 14 грудня 2019 року автобусний маршрут №31 перестав курсувати до цієї зупинки.                                                                                      |
| 30 | Соломії Крушельницької                     | 101                                   | «Вул. С. Крушельницької» (до центру)                            | 13, 19, 36, 39, 42                                                                | 10                                    | |
| 30 | Соломії Крушельницької                     | 102                                   | «Вул. С. Крушельницької» (від центру)                           | 38, 49                                                                            |                                       | |
| 31 | Романа Купчинського                        | 103                                   | «2-га міська лікарня» (до центру)                               | 12, 30, 36                                                                        |                                       | |
| 31 | Романа Купчинського                        | 104                                   | «2-га міська лікарня» (від центру)                              | 35                                                                                |                                       | |
| 32 | Лесі України                               | 105                                   | «10-та школа»                                                   | 11, 12, 14, 21, 24, 38                                                            | 2, 4, 5, 6, 7                         | «Вул. А. Манастирського» (до центру) |
| 32 | Лесі України                               | 106                                   | «Вул. А. Манастирського» (на вул. Лесі Українки)                | 1, 11, 12, 18, 37                                                                 | 4                                     | «Вул. А. Манастирського» (від центру) |
| 32 | Лесі України                               | 107                                   | «14-та школа»                                                   | 1, 11, 12, 18, 37                                                                 | 4                                     | |
| 32 | Лесі України                               | 108                                   | «Вул. Лесі Українки»                                            | 12, 14, 21, 24, 38                                                                | 2, 5, 7                               | |
| 32 | Лесі України                               | 109                                   | «Пожежна частина»                                               | 1, 11, 12, 18, 37                                                                 | 4                                     | «Вул. Лесі Українки» (від центру) |
| 33 | Леся Курбаса                               | 110                                   | «Вул. Леся Курбаса»                                             | 18, 19, 22, 22А, 35                                                               | 8                                     | «Вул. Леся Курбаса» (до вул. Морозенка) |
| 33 | Леся Курбаса                               | 111                                   | «Вул. Полковника Морозенка” (на вул. Леся Курбаса)              | 18, 19, 22, 22А, 35                                                               | 8                                     | |
| 34 | Володимира Лучаковського                   | 112                                   | «Церква Святого Йосафата»                                       | 11, 19, 27, 29, 33                                                                |                                       | «Вул. Володимира Лучаковського» (до центру, коло церкви) |
| 34 | Володимира Лучаковського                   | 113                                   | «Вул. В. Громницького» (на вул. Володимира Лучаковського)       | 11, 19, 27, 29, 33                                                                |                                       | «Вул. Володимира Лучаковського» (до центру) |
| 34 | Володимира Лучаковського                   | 114                                   | «Вул. Володимира Лучаковського»                                 | 11, 33, 42, 50                                                                    | 6                                     | «Вул. Володимира Лучаковського» (від центру) |
| 34 | Володимира Лучаковського                   | 115                                   | «Вул. С. Будного» (на вул. Володимира Лучаковського від центру) | 11, 33, 42, 50                                                                    | 6                                     | |
| 34 | Володимира Лучаковського                   | 116                                   | «Бульвар Просвіти» (на вул. Володимира Лучаковського)           | 11, 19, 27, 29, 33                                                                |                                       | «Вул. С. Будного» (до центру) |
| 35 | Львівська                                  | 117                                   | «Лемківська церква»                                             | 15, 17, 23, 25, 32                                                                |                                       | «Вул. Львівська» (до центру) |
| 36 | Лозовецька                                 | 118                                   | «Фармацевтична фабрика»                                         | 21                                                                                | 7                                     | |
| 36 | Лозовецька                                 | 119                                   | «Салон меблів «Нова»                                            |                                                                                   | 7                                     | «Фабрика меблів «Нова» |
| 36 | Лозовецька                                 | 120                                   | «База сільгосптехніки» (від центру)                             |                                                                                   | 7                                     | «Вул. Лозовецька» (від центру) |
| 36 | Лозовецька                                 | 121                                   | «База сільгосптехніки» (до центру)                              | 21                                                                                | 7                                     | «Вул. Лозовецька» (до центру) |
| 37 | Дениса Лукіяновича                         | 122                                   | «Вул. Дениса Лукіяновича» (до центру)                           |                                                                                   | 7                                     | |
| 37 | Дениса Лукіяновича                         | 123                                   | «Вул. Дениса Лукіяновича» (від центру)                          | 21                                                                                | 7                                     | |
| 37 | Дениса Лукіяновича                         | 124                                   | «Північний промисловий район» (до центру)                       |                                                                                   | 7                                     | |
| 37 | Дениса Лукіяновича                         | 125                                   | «Північний промисловий район» (від центру)                      | 21                                                                                | 7                                     | |
| 38 | Майдан Перемоги                            | 126                                   | «Вул. Львівська»                                                | 15, 17, 23, 25, 32                                                                |                                       | «Майдан Перемоги» |
| 39 | Андрія Малишка                             | 127                                   | «Вул. А. Малишка»                                               | 12                                                                                |                                       | |
| 40 | Антона Монастирського                      | 128                                   | «Вул. Петра Дорошенка” (на вул. Монастирського)                 | 12                                                                                |                                       | |
| 41 | Микулинецька                               | 129                                   | «Міське кладовище»                                              | 18, 28, 31, 36, 50                                                                | 8                                     | «СТО» (до центру). Рейси за маршрутом №36 виконуються лише у будні з 7:30 до 8:30.                                                                                    |
| 41 | Микулинецька                               | 130                                   | «Тернопільгаз»                                                  | 18, 28, 31, 50                                                                    | 8                                     | «СТО» (від центру) |
| 41 | Микулинецька                               | 131                                   | «АТ «Ватра» (до центру)                                         | 18, 28, 31, 50                                                                    | 8                                     | |
| 41 | Микулинецька                               | 132                                   | «АТ «Ватра» (від центру)                                        | 18, 28, 31, 50                                                                    | 8                                     | |
| 41 | Микулинецька                               | 133                                   | «Тубдиспансер» (до центру)                                      | 18, 28, 31, 50                                                                    | 8                                     | |
| 41 | Микулинецька                               | 134                                   | «Тубдиспансер» (від центру)                                     | 18, 28, 31, 50                                                                    | 8                                     | |
| 41 | Микулинецька                               | 135                                   | «АТП-1961»                                                      | 18, 28, 31, 50                                                                    | 8                                     | «АТП-1961» (до центру) |
| 41 | Микулинецька                               | 136                                   | «Авторинок»                                                     | 18, 28, 31, 50                                                                    | 8                                     | «АТП-1961» (від центру) |
| 41 | Микулинецька                               | 137                                   | «8-ма школа» (до центру)                                        | 18, 28, 31, 50                                                                    | 8                                     | «Цукровий завод» (до центру) |
| 41 | Микулинецька                               | 138                                   | «8-ма школа» (від центру)                                       | 18, 28, 31, 50                                                                    | 8                                     | «Цукровий завод» (від центру) |
| 41 | Микулинецька                               | 139                                   | «Газопровід» (до центру)                                        | 18, 28, 31, 50                                                                    | 8                                     | |
| 41 | Микулинецька                               | 140                                   | «Газопровід» (від центру)                                       | 18, 28, 50                                                                        |                                       | |
| 42 | Мирна                                      | 141                                   | «Вул. Мирна» (від центру)                                       | 23                                                                                |                                       | «Пронятин (церква)» (від центру) |
| 42 | Мирна                                      | 142                                   | «Вул. Мирна” (до центру)                                        | 23                                                                                |                                       | «Пронятин (церква)» (до центру) |
| 42 | Мирна                                      | 143                                   | «Пронятин (кінцева)»                                            | 23                                                                                |                                       | |
| 43 | Миру                                       | 144                                   | «Вул. Гетьмана П. Орлика» (на вул. Миру від центру)             | 31                                                                                |                                       | |
| 43 | Миру                                       | 145                                   | «Вул. Гетьмана П. Орлика» (на вул. Миру до центру)              | 1, 12, 16, 35, 42                                                                 |                                       | |
| 43 | Миру                                       | 146                                   | «Палац культури «Березіль» (від центру)                         | 31                                                                                |                                       | |
| 43 | Миру                                       | 147                                   | «Палац культури «Березіль» (до центру)                          | 1, 12, 16, 35, 42                                                                 |                                       | |
| 43 | Миру                                       | 148                                   | «Вул. Миру»                                                     | 30, 49                                                                            | 5                                     | |
| 44 | Митрополита Шептицького                    | 149                                   | «Вул. Митрополита Шептицького»                                  | 13, 14, 17, 20, 20А, 22, 22А, 23, 26, 26А, 31, 33, 36, 37, 39                     | 4, 7, 8, 9                            | Рейси за маршрутом №13 здійснюються до 17:00. Рейси за маршрутом №17 здійснюються до 18:00.                                                                           |
| 44 | Митрополита Шептицького                    | 150                                   | «Овочевий ринок» (до центру)                                    | 12, 29, 50                                                                        |                                       | «Ринок» (до центру) |
| 44 | Митрополита Шептицького                    | 151                                   | «Овочевий ринок» (від центру)                                   | 20А, 22А, 26А, 37, 39                                                             |                                       | Останні рейси маршрутів №22А та 26А здійснюються до 16:32. |
| 45 | Полковника Морозенка                       | 152                                   | «ТРЦ «Подоляни» (від центру)                                    | 18, 19, 22, 22А, 35                                                               |                                       | |
| 45 | Полковника Морозенка                       | 153                                   | «ТРЦ «Подоляни» (до центру)                                     | 21, 24                                                                            |                                       | |
| 45 | Полковника Морозенка                       | 154                                   | «Вул. Полковника Морозенка»                                     | 21, 24                                                                            | 8                                     | |
| 46 | Северина Наливайка                         | 155                                   | «Вул. С. Наливайка»                                             | 49                                                                                |                                       | |
| 47 | Новий Світ                                 | 156                                   | «Вул. Новий Світ (кінцева)»                                     | 24, 26, 26А, 49                                                                   |                                       | |
| 47 | Новий Світ                                 | 157                                   | «Вул. Новий Світ» (до центру)                                   | 24, 26, 26А, 49                                                                   |                                       | |
| 47 | Новий Світ                                 | 158                                   | «Вул. Новий Світ» (від центру)                                  | 24, 26, 26А, 49                                                                   |                                       | |
| 47 | Новий Світ                                 | 159                                   | «2-га школа» (від центру)                                       | 24, 26, 26А, 49                                                                   |                                       | |
| 47 | Новий Світ                                 | 160                                   | «2-га школа» (до центру)                                        | 24, 26, 26А, 49                                                                   |                                       | |
| 48 | Оболоня                                    | 161                                   | «вул. Оболоня»                                                  | 12, 29, 50                                                                        |                                       | «Автовокзал» |
| 49 | Пирогова (колишня вулиця Шевченка)         | 162                                   | «Лікарня швидкої допомоги»                                      | 13, 14, 15, 16, 18, 19, 20, 20А, 22, 22А, 26, 26А, 27, 28, 29, 30, 35, 36, 37, 39 | 4, 5, 6, 7, 8, 9                      | |
| 50 | Поліська                                   | 163                                   | «Вул. Поліська» (до центру)                                     |                                                                                   |                                       | Після скасування автобусного маршруту №26 зупинки не використовувались.                                                                                               |
| 50 | Поліська                                   | 164                                   | «Вул. Поліська» (від центру)                                    |                                                                                   |                                       | Після скасування автобусного маршруту №26 зупинки не використовувались.                                                                                               |
| 50 | Поліська                                   | 165                                   | «Вул. Поліська (кінцева)»                                       |                                                                                   |                                       | «ПП «Граніт». Після скасування автобусного маршруту №26 у травні 2020 зупинка не використовувалася.                                                                   |
| 51 | Промислова                                 | 166                                   | «Торговий центр «Епіцентр» (до центру)                          | 21                                                                                | 7                                     | «БГ «Епіцентр» (до центру); «Вул. Поліська» (від центру); |
| 51 | Промислова                                 | 167                                   | «Торговий центр «Епіцентр» (від центру)                         |                                                                                   | 7                                     | «БГ «Епіцентр» (від центру); «Вул. Поліська» (до центру); |
| 51 | Промислова                                 | 168                                   | «Вул. Промислова»                                               |                                                                                   |                                       | Колишня кінцева тролейбусного маршруту №7 на розвороті. Влітку 2018 року маршрут продовжили вулицями Лукіяновича та Бродівською.                                      |
| 51 | Промислова                                 | 169                                   | «Агатасталь» (до центру)                                        |                                                                                   | 7                                     | |
| 51 | Промислова                                 | 170                                   | «Агатасталь» (від центру)                                       | 21                                                                                | 7                                     | |
| 52 | Тараса Протасевича                         | 171                                   | «Збаразьке кільце»                                              | 12, 14, 21, 24, 38                                                                | 2, 5, 6, 7                            | «Проспект Степана Бандери» (до вул. Лесі Українки) |
| 52 | Тараса Протасевича                         | 172                                   | «Підволочиське шосе»                                            | 12, 18, 37                                                                        |                                       | «Проспект Степана Бандери» (від вул. Лесі Українки) |
| 52 | Тараса Протасевича                         | 173                                   | «Вул. Л. Українки» (на вул. Протасевича)                        |                                                                                   | 4                                     | |
| 52 | Тараса Протасевича                         | 174                                   | «Вул. Протасевича»                                              | 11                                                                                | 4, 6                                  | |
| 53 | Руська                                     | 175                                   | «Медичний університет»                                          | 1, 11, 15, 16, 17, 19, 23, 25, 27, 30, 31, 33, 35, 40, 42                         | 2, 5, 6                               | «Мед. академія» (до центру) |
| 53 | Руська                                     | 176                                   | «6-та школа»                                                    | 1, 11, 15, 16, 17, 19, 23, 25, 27, 30, 31, 35, 40, 42, 49                         | 2, 5, 6                               | |
| 53 | Руська                                     | 177                                   | «Центр»                                                         | 1, 11, 13, 15, 16, 17, 19, 23, 25, 27, 30, 31, 33, 35, 36, 39, 40, 42             | 2, 5, 6, 10                           | «Центр (церква)» |
| 53 | Руська                                     | 178                                   | «Кооперативний коледж»                                          | 1, 11, 15, 16, 17, 23, 25, 27, 30, 31, 35, 38, 40, 49                             | 2, 5, 6                               | «Кооперативний технікум» |
| 53 | Руська                                     | 179                                   | «Центральна бібліотека»                                         | 1, 11, 14, 15, 16, 18, 20, 20А, 22, 22А, 25, 26, 26А, 27, 28, 29, 30, 35, 37, 38  | 2, 4, 5, 6, 7, 8, 9                   | «Центр (бібліотека)» |
| 53 | Руська                                     | 180                                   | «Технічний університет»                                         | 1, 11, 25, 42                                                                     | 2, 10                                 | «Євроринок» |
| 54 | Академіка Андрія Сахарова                  | 181                                   | «Обласна дитяча лікарня»                                        | 12, 30                                                                            |                                       | |
| 54 | Академіка Андрія Сахарова                  | 182                                   | «Дитячий будинок»                                               | 21                                                                                | 9                                     | |
| 54 | Академіка Андрія Сахарова                  | 183                                   | «Міська поліклініка №2» (від центру)                            | 12, 30                                                                            |                                       | «Міськлікарня №2» (від центру) |
| 54 | Академіка Андрія Сахарова                  | 184                                   | «Міська поліклініка №2» (до центру)                             | 21                                                                                | 9                                     | «Міськлікарня №2» (до центру) |
| 55 | Василя Симоненка                           | 185                                   | «Церква Святого Апостола Петра»                                 | 13, 18, 19, 21, 22, 22А, 24                                                       | 8                                     | «Вул. В. Великого» (до центру) |
| 55 | Василя Симоненка                           | 186                                   | «Вул. В. Симоненка» (від центру)                                | 14, 27                                                                            |                                       | |
| 55 | Василя Симоненка                           | 187                                   | «Вул. В. Симоненка» (до центру)                                 | 13, 18, 19, 21, 22, 22А, 24                                                       | 8                                     | |
| 56 | Слівенська                                 | 188                                   | «Вул. Слівенська» (до центру)                                   | 11, 14, 21, 24, 38                                                                | 2, 4, 5, 6, 7                         | |
| 56 | Слівенська                                 | 189                                   | «Вул. Слівенська» (від центру)                                  | 1, 11, 18, 37                                                                     | 4                                     | |
| 57 | Степана Бандери                            | 190                                   | «18-та школа»                                                   | 1, 11, 13, 18, 25, 29, 37, 42                                                     | 2, 4, 10                              | «Стадіон» (від центру); «Міський стадіон» (від центру) |
| 57 | Степана Бандери                            | 191                                   | «Міський стадіон» (до центру)                                   | 1, 11, 14, 15, 18, 24, 29, 37, 38                                                 | 2, 4, 5                               | «Стадіон» (до центру) |
| 57 | Степана Бандери                            | 192                                   | «Обласна лікарня» (від центру)                                  | 1, 11, 13, 18, 25, 29, 37                                                         | 2, 4, 10                              | |
| 57 | Степана Бандери                            | 193                                   | «Обласна лікарня» (до центру)                                   | 1, 11, 14, 15, 18, 21, 24, 29, 37, 38                                             | 2, 4, 5                               | |
| 57 | Степана Бандери                            | 194                                   | «Вул. Євгена Коновальця” (на пр. Степана Бандери)               | 13, 25                                                                            | 2, 7, 10, 11                          | |
| 57 | Степана Бандери                            | 195                                   | «Римо-католицький костел»                                       | 1, 11, 14, 15, 18, 21, 24, 29, 37, 38                                             | 1, 2, 5                               | «Вул. Польового» |
| 57 | Степана Бандери                            | 196                                   | «ВАТ «Зелене господарство»                                      | 1, 15, 18, 37                                                                     |                                       | «Бульвар Данила Галицького» (до центру) |
| 57 | Степана Бандери                            | 197                                   | «Бульвар Данила Галицького» (на пр. Степана Бандери)            | 13, 25                                                                            | 2, 6, 7, 10                           | «Бульвар Данила Галицького» (від центру) |
| 57 | Степана Бандери                            | 198                                   | «Проспект Степана Бандери» (до центру)                          | 1, 15, 18, 37                                                                     |                                       | |
| 57 | Степана Бандери                            | 199                                   | «Проспект Степана Бандери» (від центру)                         | 13, 25                                                                            | 6, 7, 10                              | |
| 58 | Василя Стуса                               | 200                                   | «Вул. В. Стуса» (від центру)                                    | 21, 36                                                                            | 9                                     | |
| 58 | Василя Стуса                               | 201                                   | «Вул. В. Стуса» (до центру)                                     | 35                                                                                |                                       | «Фуршет» |
| 59 | Текстильна                                 | 202                                   | «Будинок праці» (від центру)                                    | 21, 24                                                                            |                                       | «Друге профтехучилище» (від центру) |
| 59 | Текстильна                                 | 203                                   | «Будинок праці» (до центру)                                     | 35                                                                                |                                       | |
| 59 | Текстильна                                 | 204                                   | «Текстерно» (до центру)                                         | 35                                                                                |                                       | |
| 59 | Текстильна                                 | 205                                   | «Текстерно» (від центру)                                        | 21, 24                                                                            |                                       | |
| 59 | Текстильна                                 | 206                                   | «Вул. Текстильна» (до центру)                                   | 35                                                                                |                                       | «Авторемзавод» (до центру) |
| 59 | Текстильна                                 | 207                                   | «Вул. Текстильна» (від центру)                                  | 21, 24                                                                            |                                       | «Фарфоровий завод» (від центру) |
| 59 | Текстильна                                 | 208                                   | «Електросвіт» (до центру)                                       | 35                                                                                |                                       | «Автобаза меліоводгоспу» (до центру) |
| 59 | Текстильна                                 | 209                                   | «Електросвіт» (від центру)                                      | 21, 24                                                                            |                                       | «Автобаза меліоводгоспу» (від центру) |
| 59 | Текстильна                                 | 210                                   | «Митниця» (від центру)                                          | 21, 24                                                                            |                                       | «Завод Ремпобуттехніка» (від центру). «Завод Сатурн» (від центру) |
| 59 | Текстильна                                 | 211                                   | «Митниця» (до центру)                                           | 35                                                                                |                                       | «Завод Ремпобуттехніка» (до центру). «Завод Сатурн» (до центру) |
| 60 | Тернопільська (мкрн. Кутківці)             | 212                                   | «Вул. Тернопільська» (від центру)                               | 17                                                                                |                                       | Має статус "на вимогу". |
| 60 | Тернопільська (мкрн. Кутківці)             | 213                                   | «Вул. Тернопільська» (до центру)                                | 17                                                                                |                                       | Має статус "на вимогу". |
| 60 | Тернопільська (мкрн. Кутківці)             | 214                                   | «Кутківці»                                                      | 17                                                                                |                                       | «Кінцева» |
| 61 | Тролейбусна                                | 215                                   | «Вул. Тролейбусна»                                              | 31, 42, 50                                                                        | 2, 6                                  | |
| 61 | Тролейбусна                                | 216                                   | «Територіальний центр комплектування»                           | 27                                                                                | 2                                     | «Міськвійськомат» |
| 61 | Тролейбусна                                | 217                                   | «Тернопільелектротранс»                                         | 31, 42, 50                                                                        | 2, 6                                  | |
| 62 | Богдана Хмельницького                      | 218                                   | «Вул. Б. Хмельницького»                                         | 24, 26, 26А, 28                                                                   | 7                                     | «Залізничний вокзал» (від центру) |
| 62 | Богдана Хмельницького                      | 219                                   | «Галицький коледж»                                              | 16, 20, 20А, 22, 22А, 25, 26, 26А, 27, 28, 30, 35                                 | 6, 7, 8, 9                            | «Залізничний вокзал» (до центру) |
| 62 | Богдана Хмельницького                      | 220                                   | «Залізничний вокзал»                                            | 14, 15, 16, 19, 20, 20А, 22, 22А, 27, 30, 35, 36, 39                              | 5, 6, 8, 9                            | «Залізничний вокзал» (від центру) |
| 63 | Чернівецька                                | 221                                   | «Вул. Чернівецька»                                              | 36                                                                                |                                       | Відправки здійснюються лише у будні о 7:33 та 8:03. |
| 64 | Олени Теліги (колишня вулиця Чехова)       | 222                                   | «Вул. Олени Теліги» (від центру)                                | 24, 26, 26А                                                                       |                                       | «Вул. А. Чехова» (від центру) |
| 64 | Олени Теліги (колишня вулиця Чехова)       | 223                                   | «Вул. Олени Теліги» (до центру)                                 | 24, 26, 26А                                                                       |                                       | «Вул. А. Чехова» (до центру) |
| 65 | Вул. 15 Квітня                             | 224                                   | «Бульвар Куліша» (на вул. 15 Квітня)                            | 14, 27                                                                            |                                       | |
| 65 | Вул. 15 Квітня                             | 225                                   | «Торговий комплекс «Молодіжний»                                 | 13                                                                                |                                       | «Ринок «Оріон» |
| 65 | Вул. 15 Квітня                             | 226                                   | «Борднетце Україна»                                             |                                                                                   |                                       | «Бульвар Куліша». Раніше тут зупинявся автобусний маршрут №13. |
| 65 | Вул. 15 Квітня                             | 227                                   | «Бульвар Симона Петлюри»                                        | 13, 18, 36                                                                        | 6, 10                                 | «Бульвар С. Петлюри» (до вул. Київської) |
| 65 | Вул. 15 Квітня                             | 228                                   | «Вул. Братів Бойчуків» (по вул. 15 Квітня)                      | 14, 16, 18, 20, 20А, 24, 38                                                       | 5, 6                                  | «Бульвар С. Петлюри» (до пр. Злуки) |
| 65 | Вул. 15 Квітня                             | 229                                   | «Вул. Академіка Сахарова» (по вул. 15 Квітня)                   | 12, 13, 18, 25                                                                    | 6, 7, 10                              | |

| № | Місцевість                         | Назва зупинки громадського транспорту | Назва зупинки громадського транспорту                      | № Автобусних маршрутів, що курсують | № Тролейбусних маршрутів, що курсують | Примітки та попередні назви зупинок |
| № | Місцевість                         | № з/п                                 | Назва зупинки                                              | № Автобусних маршрутів, що курсують | № Тролейбусних маршрутів, що курсують | Примітки та попередні назви зупинок |
| - | ---------------------------------- | ------------------------------------- | ---------------------------------------------------------- | ----------------------------------- | ------------------------------------- | --- |
| 1 | м. Тернопіль                       | 230                                   | «Вул. Тролейбусна (кінцева)»                               |                                     | 2                                     | Зупинка для маршрутів, що розвертаються на вул. Тролейбусній.                                                                                               |
| 1 | м. Тернопіль                       | 231                                   | «Пров. Цегельний»                                          |                                     |                                       | Не використовується. |
| 2 | с. Велика Березовиця               | 232                                   | «Кулко» (від центру)                                       | 28                                  |                                       | «Кемпінг» (від центру) |
| 2 | с. Велика Березовиця               | 233                                   | «Кулко» (до центру)                                        |                                     |                                       | «Кемпінг» (до центру). З 25 червня 2025 року маршрути №18 та 50 перестали курсувати до зупинки.                                                             |
| 2 | с. Велика Березовиця               | 234                                   | «В. Березовиця» (по вул. Націонал. Відродження від центру) |                                     |                                       | З 25 червня 2025 року маршрут №50 перестав курсувати до зупинок.                                                                                            |
| 2 | с. Велика Березовиця               | 235                                   | «В. Березовиця» (по вул. Націонал. Відродження до центру)  |                                     |                                       | З 25 червня 2025 року маршрут №50 перестав курсувати до зупинок.                                                                                            |
| 2 | с. Велика Березовиця               | 236                                   | «В. Березовиця» (по вул. Микулинецькій від центру)         | 28                                  |                                       | |
| 2 | с. Велика Березовиця               | 237                                   | «В. Березовиця» (по вул. Микулинецькій до центру)          | 28                                  |                                       | |
| 2 | с. Велика Березовиця               | 238                                   | «Дорожник»                                                 | 28                                  |                                       | |
| 2 | с. Велика Березовиця               | 239                                   | «Містечко шляховиків»                                      | 28                                  |                                       | Маршрути заїжджають, коли курсують в напрямку до Тернополя.                                                                                                 |
| 2 | с. Велика Березовиця               | 240                                   | «Пролісок»                                                 |                                     |                                       | З 25 червня 2025 року маршрути №18 та 31 перестали курсувати до зупинки.                                                                                    |
| 2 | с. Велика Березовиця               | 241                                   | «В. Березовиця (вул. Націонал. Відродження)» (від центру)  |                                     |                                       | З 25 червня 2025 року маршрут №50 перестав курсувати до зупинок.                                                                                            |
| 2 | с. Велика Березовиця               | 242                                   | «В. Березовиця (вул. Націонал. Відродження)» (до центру)   |                                     |                                       | З 25 червня 2025 року маршрут №50 перестав курсувати до зупинок.                                                                                            |
| 2 | с. Велика Березовиця               | 243                                   | «В. Березовиця (дачна)» (до центру)                        |                                     |                                       | З 25 червня 2025 року маршрут №50 перестав курсувати до зупинок.                                                                                            |
| 2 | с. Велика Березовиця               | 244                                   | «В. Березовиця (дачна)» (від центру)                       |                                     |                                       | З 25 червня 2025 року маршрут №50 перестав курсувати до зупинок.                                                                                            |
| 2 | с. Велика Березовиця               | 245                                   | «В. Березовиця (кінцева)» (від центру)                     |                                     |                                       | З 25 червня 2025 року маршрут №50 перестав курсувати до зупинок.                                                                                            |
| 2 | с. Велика Березовиця               | 246                                   | «В. Березовиця (кінцева)» (до центру)                      |                                     |                                       | З 25 червня 2025 року колишній маршрут №5А перестав курсувати до зупинок.                                                                                   |
| 3 | с. Острів                          | 247                                   | «Острів (костел)» (до центру)                              |                                     |                                       | З 25 червня 2025 року колишній маршрут №5А перестав курсувати до зупинок.                                                                                   |
| 3 | с. Острів                          | 248                                   | «Острів (костел)» (від центру)                             |                                     |                                       | З 25 червня 2025 року колишній маршрут №5А перестав курсувати до зупинок.                                                                                   |
| 3 | с. Острів                          | 249                                   | «Острів (кінцева)»                                         |                                     |                                       | З 25 червня 2025 року колишній маршрут №5А перестав курсувати до зупинок.                                                                                   |
| 4 | Західні околиці Тернополя          | 250                                   | «Дачі (на вимогу)» (до центру)                             | 32                                  |                                       | Має статус "на вимогу". |
| 4 | Західні околиці Тернополя          | 251                                   | «Дачі (на вимогу)» (від центру)                            | 32                                  |                                       | Має статус "на вимогу". |
| 4 | Західні околиці Тернополя          | 252                                   | «с. Довжанка (на вимогу)» (до центру)                      | 32                                  |                                       | Має статус "на вимогу". |
| 4 | Західні околиці Тернополя          | 253                                   | «с. Довжанка (на вимогу)» (від центру)                     | 32                                  |                                       | Має статус "на вимогу". |
| 4 | Західні околиці Тернополя          | 254                                   | «Міське кладовище (біля Довжанки)»                         | 32                                  |                                       | |
| 4 | Західні околиці Тернополя          | 255                                   | «Тернопільський іподром»                                   |                                     |                                       | У період проведення фестивалю «Файне місто» автобуси КП «Тернопільелектротранс» виконують перевезення від залізничного вокзалу до тернопільського іподрому. |
| 5 | Південно-західні околиці Тернополя | 256                                   | «Міське кладовище (у напрямку Підгороднього)»              | 11, 27, 40                          |                                       | Одна машина з маршруту №11 здійснює рейси з 11:00 по 16:00 у вихідні та дві машини з маршруту №27 здійснюють рейси з 9:50 по 17:30 у вихідні.               |
| 5 | Південно-західні околиці Тернополя | 257                                   | «Будинок-інтернат»                                         | 33                                  |                                       | Рейси за сезонним маршрутом. |
| 5 | Південно-західні околиці Тернополя | 258                                   | «Дачі «Ветеран»                                            | 33                                  |                                       | Рейси за сезонним маршрутом. |
| 6 | с. Біла                            | 259                                   | «Біла (центр)»                                             | 8                                   |                                       | |
| 6 | с. Біла                            | 260                                   | «Вул. Кос-Анатольського» (до центру)                       |                                     |                                       | З 24 лютого 2022 року єдиний автобусний маршрут, що курсував через ці зупинки, припинив свою роботу (№2).                                                   |
| 6 | с. Біла                            | 261                                   | «Вул. Кос-Анатольського» (від центру)                      |                                     |                                       | З 24 лютого 2022 року єдиний автобусний маршрут, що курсував через ці зупинки, припинив свою роботу (№2).                                                   |
| 6 | с. Біла                            | 262                                   | «Меблева фабрика»                                          |                                     |                                       | Колишня кінцева зупинка маршруту №2. |

## Маршрути Тернополя
Автобусні маршрути: 1, 11, 12, 13, 14, 15, 16, 17, 18, 19, 20, 20А, 21, 22, 22А, 23, 24, 25, 26, 26А, 27, 28, 29, 30, 31, 32, (33), 35, 36, 37, 38, 39, 40, 42, 49, 50.
Тролейбусні маршрути: 2, 4, 5, 6, 7, 8, 9, 10.
Детальніше про автобусні та тролейбусні маршрути м. Тернопіль.